# 李唯中
李唯中（1940年—），筆名晏如，阿拉伯語文學翻譯家。生於河北廣宗，世務中醫。中學時代學習俄語，後入讀北京对外贸易学院，習阿拉伯語，畢業後留校任教至今，1988年赴開羅大學進修阿拉伯文學。
李唯中花了四年時間譯出《一千零一夜》，其譯本收錄的故事，比之前納訓的譯本更多。另外，他也翻譯了黎巴嫩詩人纪伯伦（جبران خليل جبران）的作品。